# Saint of Me
«Saint of Me» —en español: «Santo de mí»— es una canción de la banda británica de rock The Rolling Stones. Fue lanzada en 1998 como segundo sencillo de su álbum Bridges to Babylon de 1997. Mick Jagger canta acerca de varias personas en la historia que se habían convertido al cristianismo, notablemente San Pablo y San Agustín. Jagger entonces declara que nunca harán un santo de él. 

## Grabación y lanzamiento
La canción es notable por sus intérpretes. Con Jagger a la voz, guitarra acústica y teclados, Waddy Wachtel y Ron Wood a las guitarras eléctricas (Keith Richards está notablemente ausente), Charlie Watts a la batería, Meshell Ndegeocello y Pierre de Beauport al bajo y bajo de seis cuerdas, respectivamente, y el viejo contribuyente de los Stones Billy Preston en el órgano.
«Saint of Me» alcanzó el puesto # 26 en el Reino Unido y en Estados Unidos el # 94. La pista también alcanzó el puesto #13 en el Billboard Mainstream Rock Tracks. Una grabación en vivo de la canción fue incluida en el álbum No Security de 1999, que documenta la gira Bridges to Babylon Tour. El lado B de la canción, «Anyway You Look at It», es una balada y aparece en la compilación de rarezas Rarities 1971–2003, aparecida en 2005.

## Personal
Acreditados:
- Mick Jagger: voz, guitarra acústica, teclados
- Ron Wood: guitarra eléctrica
- Charlie Watts: batería
- Waddy Wachtel: guitarra eléctrica
- Me'Shell Ndegéocello: bajo
- Pierre de Beauport: bajo de seis cuerdas
- Billy Preston: órgano
- Bernard Fowler: coros
- Blondie Chaplin: coros

## Posicionamiento en las listas
| Listas (1998)                      | Mejor posición |
| ---------------------------------- | -------------- |
| Austria (Ö3 Austria Top 40)        | 34             |
| Alemania (Media Control AG)        | 68             |
| Estados Unidos (Billboard Hot 100) | 94             |
| Países Bajos (Mega Single Top 100) | 52             |
| Reino Unido (UK Singles Chart)     | 26             |

## Canciones incluidas en el sencillo
1. «Saint of Me» (Radio edit) - 4:11
2. «Anyway You Look at It»- 4:30
3. «Gimme Shelter» (en vivo) - 6:54
4. «Anybody Seen My Baby?» (Bonus Roll) - 5:59